# Узвіз Шестакова
Узвіз Шестакова — узвіз в Ленінському районі Севастополя, між площею Лазарєва та вулицею Людмили Павліченко.
Колишня назва узвозу — Хрульовський. 3 січня 1921 року перейменований в узвіз Шестакова.